# Ferial Salhi
Ferial Salhi (sinh ngày 2 tháng 11 năm 1967) là một tay kiếm người Algérie. Cô đã tham gia cuộc thi foil cá nhân nữ tại Thế vận hội Mùa hè 1996.